# Wildside Gaming System
Wildside Gaming System är ett amerikanskt universiellt regelsystem för rollspel, skapat av Leigh Ronald Grossman, VD för Swordsmith Productions, och som är publicerat av Wildside Press. Reglerna är i första hand skrivna för en medeltida fantasykampanj men regelsystemet kan användas för någon annan era eller genre. Rollspelet innehåller endast regelverk utan kampanjvärld.
Rollspelets författare hävdar att reglerna är mycket realistiska, designade för erfarna och vuxna spelare. Grundmekaniken i regelsystemet är fyra sexsidiga tärningar (vanligtvis förkortat till 4t6). Rollpersoners grundegenskaper slås fram med 4t6 och handlingar, inklusive strid, avgörs genom att slå 4t6. Skador i strid avgörs genom att läsa av så kallade skadetabeller som beror på typ av mål och vilken kroppsdel som träffats.